# Reinalda Marisa Lanfredi
 (mars 2023).
 (mars 2023).
Reinalda Marisa Lanfredi (née le 2 janvier 1947 à Rio de Janeiro, morte le 15 mars 2009) est une parasitologue brésilienne. Elle était pionnière dans l'utilisation de la microscopie électronique à balayage pour les études morphologiques des nématodes trichocéphales.
Les travaux publiés par Reinalda et son équipe ont servi de base à toute une génération de scientifiques qui ont commencé à prendre en compte des détails morphologiques sophistiqués qui ont aidé à l'identification de nouvelles espèces, principalement des helminthes d'importance médicale/vétérinaire,.

## Biographie
Reinalda Marisa Lanfredi, née en 1947 dans la ville de Rio de Janeiro, est la fille de Hilda Irene Potthoff Lanfredi et de Paulo Lanfredi. Ayant terminé ses études secondaires en 1967 au Colégio Estadual Freire Alemão, à Campo Grande, elle a rejoint le cours de biologie à l'Université fédérale de Rio de Janeiro, où elle a obtenu une licence en biologie marine.
Comme stagiaire, elle a participé à des recherches au Laboratoire des micro-organismes marins du Département de biologie marine de l'Institut de biologie de l'UFRJ, au Laboratoire d'avis à la recherche et à la vulgarisation halieutique de la surintendance de l'aménagement des pêches (SUDEPE), et au Laboratoire de malacologie du domaine de parasitologie vétérinaire de l'Université fédérale de Rio de Janeiro.
Elle a commencé le cours de troisième cycle en médecine vétérinaire-parasitologie vétérinaire, en 1981, avec une bourse du Conseil national pour le développement scientifique et technologique (CNPq). Dans sa thèse de maîtrise (soutenue le 21 décembre 1983) où elle a présenté une étude sur les nématodes cyathostomines parasites des chevaux dans la ville d'Itaguaí. C'est avec ce travail que Reinalda Lanfredi a commencé à se consacrer à la parasitologie, plus précisément à l'helminthologie. En tant que professeure invitée, elle a rejoint en 1986, l'Institut de biophysique Carlos Chagas Filho de l'Université fédérale de Rio de Janeiro où elle a effectué des activités d'enseignement et de recherche.
En 1990, elle a soutenu sa thèse de doctorat en utilisant la microscopie électronique à balayage pour des études morphologiques chez les nématodes trichocéphales . Reinalda Lanfredi fut pionnière dans l'utilisation de cette technique comme outil dans la taxonomie des parasites. Les travaux publiés par elle et son équipe ont servi de base à toute une génération de scientifiques. Plus de 55 articles ont été publiés dans des revues nationales et internationales en collaboration avec diverses institutions de recherche et d'enseignement.
L'enthousiasme avec lequel Reinalda Lanfredi a parlé de l'helminthologie a démontré la passion qu'elle avait pour ses recherches. Et cette façon de parler était passionnante et stimulait facilement de nouveaux étudiants et chercheurs à se consacrer à la recherche sur le sujet. Beaucoup de ses étudiants sont maintenant professeurs et/ou chercheurs dans d'importantes universités et instituts de recherche au Brésil.

## Décès
Reinalda est décédée à Rio de Janeiro, le 15 mars 2009, à l'âge de 62 ans. Elle a reçu un hommage post mortem de la Société américaine des parasitologues, soulignant son dévouement au Laboratoire de biologie des helminthes Otto Wucherer de l'Institut de biophysique Carlos Chagas Filho de l'Université fédérale de Rio de Janeiro.

## Hommages
Son nom a également fait l'objet d'un hommage par l'Université fédérale du Pará, où il a stimulé la création de la chaire de recherche en helminthologie à l'Institut des sciences biologiques. L'ancien Laboratoire de biologie cellulaire s'appelle désormais le Laboratoire de biologie cellulaire et d'helminthologie Profa. Dr. Reinalda Marisa Lanfredi.